# Lamgi-Mari
Isqi-Mari (fl. XXIII secolo a.C.) è stato il dodicesimo ed ultimo Re della secondo dinastia della città di Mari, importante snodo commerciale fra la Mesopotamia e l'Asia minore..
Il suo nome fu inizialmente letto come Lamgi-Mari, ma oggi c'è accordo fra gli studiosi per leggerlo come Isqi-Mari.  Il suo regno dovrebbe collocarsi circa fra il 2295 e il 2290 a.C., anno in cui Mari fu conquistata e saccheggiata da Sargon di Akkad. È stato ritrovato il suo trono, con incise scene di guerra e trionfo, probabilmente partecipò alla conquista di Ebla quando era generale con il suo predecessore Ḫidar.

## Cronologia
| predecessore: Ḫidar | II Dinastia di Mari 2295 a.C. - 2290 a.C. | successore: |